# Daniel Masagué Pere
Daniel Masagué Pere (8 de febrero de 1962) político español, fue concejal y alcalde de Torredembarra (Tarragonès) entre el año 2008 y 2014.

## Biografía
Es Licenciado en Dirección y Administración de Empresas y Diplomado en Ciencias Empresariales. También fue panadero e incluso se hizo una concesión para la Generalidad del Título de Maestro Artesano Panadero. 
A lo largo de su carrera política fue concejal del Ayuntamiento de Torredembarra (2007) y alcalde de Torredembarra (2008-2011) y reelecto en su cargo (2011-2014).
También ha tenido cargos en la Diputación como, Diputado delegado del Plan de Acción Municipal y Presidente de la Comisión Informativa de Actuaciones Integrales en el Territorio.
También fue vocal titular de las siguientes comisiones:
- Comisión Informativa de Servicios Generales, Contratación y Expropiaciones
- Comisión Informativa de Servicios de Asistencia al Territorio
- Comisión Informativa de Recursos Humanos, Empleo y Promoción Económica
- Comisión Informativa del Servicio de Asistencia al Ciudadano
- Comisión Informativa Conocimiento y Calidad
- Y del Consejo Rector de BASE-Gestión de Ingresos.

También entre otros cargos fue vocal suplente de la Comisión Informativa del Servicio de Asistencia Municipal.

## Detención por corrupción
La Guardia Civil en una operación policial a finales de junio detuvo a Masagué mientras ejercía como alcalde de Torredembarra, junto con otros seis de los nueve integrantes de su junta de Gobierno (integrada por CiU, PP e independientes), entre los que se encontró los tenientes de alcalde José Oviedo (PP), Francisca Falguera, Santiago Ardevol, Elia Rodríguez e Ignasi Duran (GIT). En total ocho personas. Entre ellos estaba detenido el empresario Blas Blai Niubó, muy conocido en la población de Torredembarra y muy vinculado a Masagué, que regentaba un restaurante.
El 27 de junio el juzgado de instrucción 1 de El Vendrell (Tarragona) le decreto prisión provisional comunicada y sin fianza, por un delito contra la administración pública. Sin embargo el resto de los siete detenidos fueron puestos en libertad provisional. Ignasi Duran Bladé, tercer teniente de alcalde de Torredembarra y presidente del Patronato Municipal de Turismo, detenido en la operación de la Guardia Civil y puesto en libertad con cargos, en ausencia del primer edil, Daniel Masagué es designado alcalde accidental.